# Lijst van spelers van CA Bella Vista
Deze lijst omvat voetballers die bij de Uruguayaanse voetbalclub CA Bella Vista spelen of gespeeld hebben. De namen van de spelers zijn alfabetisch gerangschikt.

## A
- Amaranto Abascal
- Carin Adippe
- Mauro Aldave
- Junior Aliberti
- Gabriel Alvez
- Jorge Anchén
- José Andrade
- Ricardo Aparicio
- Gustavo Aprile
- Egidio Arévalo
- José Asqueta
- Carlos Avelino

## B
- Walt Baez
- Daniel Baldi
- Gonzalo Bazallo
- Jesús Belase
- Adrian Berbia
- Joe Bizera
- Óscar Bonilla
- Maximiliano Borges
- Sebastián Britos

## C
- Cafú
- Fernando Camacho
- Francisco Camera
- Ricardo Canals
- Jorge Casanova
- Maximiliano Castro
- Óscar Castro
- Pablo Castro
- Jorge Cazulo
- Pedro Cea
- César Ceballos
- Ruben Cecco
- Pablo Ceppelini
- Matías Cresseri
- Martin Crossa

## D
- Gastón de los Santos
- Bruno De Oliveira
- Emiliano Denis
- Aldo Díaz
- Alejandro Díaz
- David Díaz
- Federico Díaz
- Pablo Dorado
- George Dos Santos

## E
- Antonio Esmerode
- Ismael Espiga

## F
- Eduardo Fernández
- Ruben Fernández
- Enrique Ferraro
- Darío Ferreira
- Juan Ferreri
- Hernán Figueredo
- Claudio Flores
- Rony Flores
- Sebastián Flores
- Gonzalo Fontana
- Cristian Franco
- Gonzalo Freitas
- Nicolás Freitas
- Bosco Frontán

## G
- Sebastián Galán
- Diego Gallardo
- Gerardo Gasañol
- Nicolás Gentilio
- Guillermo Giacomazzi
- Martin Góngora
- Álvaro González
- Matias Guala
- Carlos Gutiérrez

## H
- Antoine Helha
- Kevin Hernández
- Pablo Hernández
- Germán Hornos

## I
- Martin Icart

## L
- Alejandro Lago
- Gerardo Larrosa
- Alejandro Lembo
- Rodrigo Lemos
- Rodrigo López
- Santiago López
- Sebastian Lopez
- Josemir Lujambio

## M
- Damián Macaluso
- Esteban Maga
- Andrés Márquez
- Daniel Martínez
- Sergio Martínez
- Marcelo Martucciello
- Matías Masiero
- Ángel Melogno
- Álvaro Méndez
- Audu Mohammed
- Ricardo Möller
- Mustafá

## N
- Amaro Nadal
- Mauricio Nanni
- José Nasazzi
- Carlos Nicola
- Nicolás Nicolay
- Ignacio Nicolini

## O
- Hugo Odriozola
- Paulo Ortíz
- Santiago Ostolaza
- Raúl Otero
- Gastón Otreras

## P
- Sebastián Palermo
- Paolo Patritti
- Adrián Paz
- Pablo Peirano
- Juan Péndola
- Horacio Peralta
- Federico Pérez
- Jonathan Pérez
- Leonel Pilipauskas
- Álvaro Pintos
- Juan Pírez
- Fabián Pumar

## R
- Jonathan Ramis
- Fabián Ramos
- Federico Rariz
- Daniel Revelez
- Alejandro Reyes
- Martín Rivas
- Danilo Rivero
- Andrés Rodríguez
- Dario Rodríguez
- Federico Rodríguez
- Jorge Rodríguez
- Haibrany Ruíz Díaz

## S
- Gonzalo Salgueiro
- Sergio Santín
- Hector Santos
- Alejo Saravia
- Ignacio Schneider
- Leandro Silva
- Pablo Soares
- Élton Souza
- Christian Stuani
- Sebastián Suárez

## T
- José Tancredi
- Raúl Tarragona
- Javier Tetes
- Nicolas Torreira

## V
- José Varela
- Héctor Vázquez
- Diego Vera
- Peter Vera
- Agustín Viana
- Fernando Vilche
- Valentín Villazán

## Y
- Juan Yalet
- Fabián Yantorno
- Christian Yeladian

## Z
- Oscar Zardo
- Zinho
- Alberto Zozaya